# Glaina e Montagut
Glaine-Montaigut és un municipi francès situat al departament del Puèi Domat i a la regió d'Alvèrnia-Roine-Alps. L'any 2007 tenia 536 habitants.

## Demografia

### Població
El 2007 la població de fet de Glaine-Montaigut era de 536 persones. Hi havia 192 famílies de les quals 44 eren unipersonals (28 homes vivint sols i 16 dones vivint soles), 72 parelles sense fills, 60 parelles amb fills i 16 famílies monoparentals amb fills.
La població ha evolucionat segons el següent gràfic:
Habitants censats

### Habitatges
El 2007 hi havia 243 habitatges, 204 eren l'habitatge principal de la família, 30 eren segones residències i 9 estaven desocupats. 241 eren cases i 1 era un apartament. Dels 204 habitatges principals, 184 estaven ocupats pels seus propietaris, 13 estaven llogats i ocupats pels llogaters i 7 estaven cedits a títol gratuït; 5 tenien dues cambres, 19 en tenien tres, 51 en tenien quatre i 129 en tenien cinc o més. 164 habitatges disposaven pel capbaix d'una plaça de pàrquing. A 69 habitatges hi havia un automòbil i a 122 n'hi havia dos o més.

### Piràmide de població
La piràmide de població per edats i sexe el 2009 era:
| Homes | Edats   | Dones |
| ----- | ------- | ----- |
| 0     | 95 o +  | 0     |
| 0     | 90 a 94 | 0     |
| 0     | 85 a 89 | 4     |
| 0     | 80 a 84 | 8     |
| 4     | 75 a 79 | 12    |
| 0     | 70 a 74 | 0     |
| 4     | 65 a 69 | 8     |
| 28    | 60 a 64 | 16    |
| 16    | 55 a 59 | 16    |
| 8     | 50 a 54 | 28    |
| 16    | 45 a 49 | 4     |
| 20    | 40 a 44 | 24    |
| 36    | 35 a 39 | 16    |
| 4     | 30 a 34 | 16    |
| 20    | 25 a 29 | 12    |
| 0     | 20 a 24 | 12    |
| 28    | 15 a 19 | 24    |
| 20    | 10 a 14 | 20    |
| 12    | 5 a 9   | 0     |
| 4     | 0 a 4   | 24    |

## Economia
El 2007 la població en edat de treballar era de 359 persones, 264 eren actives i 95 eren inactives. De les 264 persones actives 236 estaven ocupades (128 homes i 108 dones) i 28 estaven aturades (16 homes i 12 dones). De les 95 persones inactives 41 estaven jubilades, 18 estaven estudiant i 36 estaven classificades com a «altres inactius».

### Ingressos
El 2009 a Glaine-Montaigut hi havia 207 unitats fiscals que integraven 511,5 persones, la mediana anual d'ingressos fiscals per persona era de 18.570 €.

### Activitats econòmiques
Dels 17 establiments que hi havia el 2007, 1 era d'una empresa de fabricació d'altres productes industrials, 5 d'empreses de construcció, 7 d'empreses de comerç i reparació d'automòbils, 1 d'una empresa d'hostatgeria i restauració, 1 d'una empresa financera, 1 d'una empresa de serveis i 1 d'una entitat de l'administració pública.
Dels 4 establiments de servei als particulars que hi havia el 2009, 3 eren guixaires pintors i 1 fusteria.
L'any 2000 a Glaine-Montaigut hi havia 27 explotacions agrícoles que ocupaven un total de 638 hectàrees.

## Equipaments sanitaris i escolars
El 2009 hi havia una escola elemental integrada dins d'un grup escolar amb les comunes properes formant una escola dispersa.

## Poblacions més properes
El següent diagrama mostra les poblacions més properes.